# كاثي أوبراين (منافسة ألعاب القوى)
كاثي أوبراين (بالإنجليزية: Cathy O'Brien) هي منافسة ألعاب القوى أمريكية، ولدت في 19 يوليو 1967.

## وصلات خارجية
- كاثي أوبراين على موقع الاتحاد الدولي لألعاب القوى (الإنجليزية)
- كاثي أوبراين على موقع أوليمبيديا (الإنجليزية)